# Sint-Johanneskerk (Halle)
De protestantse Sint-Johanneskerk (Duits: Kirche St. Johannes) ligt in het zuidelijke stadsdeel Lutherplatz-Thüringer Bahnhof van de stad Halle, dat met coöperatieve woongebouwen werd bebouwd. De Johanneskerk is het beeldbepalende gebouw aan het in ovale vorm aangelegde Johannesplein (Johannesplatz). 

## Geschiedenis
Het kerkgebouw werd in de jaren 1892-1893 door Friedrich Fahro gebouwd. Het betreft een drieschepige hallenkerk van rode baksteen. De zijschepen zijn in verhouding tot het middenschip zeer smal aangelegd. Het kerkschip heeft een 5/8 koorafsluiting. Opvallend is de 61 meter hoge vierkante toren met de smalle achthoekige spits. 
Op de groei van de kerkelijke gemeente in de eerstvolgende 30 jaar volgde in de DDR-jaren een periode van teruggang en verval. Al snel was er gebrek aan geld om de kerk te onderhouden. De achterstalligheid in onderhoud wreekte zich in de jaren 1970-1980, waardoor het gebruik van de kerk onmogelijk werd. In 1977 werd de laatste dienst gehouden.  
De onderhoudstoestand was dramatisch: het dak lekte en er waren ernstige vochtproblemen, de staat van het voegwerk was zeer slecht en er groeide struikgewas op het dak en de muren, er misten stenen, het stucwerk in het gebouw was in erbarmelijke staat en in de gewelfkappen traden scheuren op, de ramen waren gedeeltelijk beschadigd en sommigen zelfs helemaal verwoest, het orgel was niet meer bespeelbaar, decoraties in de kerk waren overschilderd en het hout van de galerijen in slechte staat. 
Na die Wende werd begonnen met een omvangrijke, stapsgewijs uitgevoerde, restauratie. In 1993 werd in een provisorisch herstelde kerk voor het eerst weer een dienst gevierd ter gelegenheid van het 100-jarig wijdingsjubileum. In het jaar 2000 bezochten circa 1500 gelovigen de kerstviering die er voor het eerst sinds 23 jaar weer op kerstavond werd gevierd. In 2011 werden de werkzaamheden aan het exterieur afgesloten.

## Interieur
Het kerkschip is 22 meter lang, 15 meter breed en 16 meter hoog en wordt overdekt door een kruisribgewelf. Bijzonder zijn de glas-in-loodramen, die in de jaren 1970-1980 door vandalisme deels tot 40% werden verwoest. Met name de koorvensters zijn mooi en deze zijn inmiddels geheel gerestaureerd, respectievelijk deels gereconstrueerd.